# Вавилов, Александр Дмитриевич
Алекса́ндр Дми́триевич Вави́лов (бел. Аляксандр Дзмітрыевіч Вавілаў; род. 30 января 1951, Минск, Белоруссия) — советский и белорусский актёр, режиссёр, сценарист, поэт-песенник, доцент по специальности "искусство" УО «Белорусского государственного университета культуры и искусств». Лауреат Специальной премии Президента Республики Беларусь деятелям культуры и искусства (2020). Обладатель медали Франциска Скорины (2021). Лауреат Премии Союзного Государства в области литературы и искусства (2021).
31 мая 2023 года Президиум Высшей Аттестационной комиссии Республики Беларусь в Протоколе №11 постановил присвоить учёное звание Доцента по специальности "Искусство".

## Биография
Александр Вавилов родился 30 января 1951 года в Минске. В 1968 году поступил в «Белорусский государственный театрально-художественный институт» на актёрское мастерство (актёр драм. театра и кино).
С 1972 по 1978 гг. — актёр в Национальном академическом театре имени Янки Купалы.
С 1978 по 1982 гг. работал на Белорусском радио, с 1982 по 1994 гг. — в Белтелерадиокомпании телевизионным режиссёром постановщиком высшей категории, заместителем главного редактора главной редакции музыкальных программ.
С 1994 по 2001 гг. — главный режиссёр в ГО «Белконцерт».
С 1997 по 1998 гг. принимал участие в создании и открытии Молодёжного театра эстрады занимал должность главного режиссёра.
С 2001 по 2005 гг. занимал должность заместителя директора во Дворце Республики.
С 2005 по 2013 гг. занимал должность художественного руководителя концертного зала «Верхний город» в ГУ «Минскконцерт».
С 2010 года работает преподавателем, старшим преподавателем, доцентом в УО «Белорусском государственном университете культуры и искусств».
В 2006 году был продюсером национальной делегации Международного конкурса эстрадной песни «Евровидение-2006». Беларусь тогда представила Полина Смолова.

## Творчество

### Режиссёрские работы

#### Международный фестиваль искусств «Славянский базар в Витебске»

##### «Славянский базар в Витебске» (1993)
II Международный фестиваль искусств «Славянский базар в Витебске». 
Режиссёр-постановщик «Национального Дня Беларуси».

##### «Славянский базар в Витебске» (1994)
III Международный фестиваль искусств «Славянский базар в Витебске». 
Режиссёр-постановщик «Национального Дня Беларуси».

##### «Славянский базар в Витебске» (1998)
VII Международный фестиваль искусств «Славянский базар в Витебске». 
Режиссёр-постановщик торжественного закрытия фестиваля.

##### «Славянский базар в Витебске» (1999)
VIII Международный фестиваль искусств «Славянский базар в Витебске». 
Режиссёр-постановщик «Национального Дня Беларуси», руководитель режиссёрско-постановочной группы фестиваля.

##### «Славянский базар в Витебске» (2000)
IX Международный фестиваль искусств «Славянский базар в Витебске». 
Режиссёр-постановщик торжественного открытия и закрытия фестиваля.

##### «Славянский базар в Витебске» (2001)
X Международный фестиваль искусств «Славянский базар в Витебске». 
Сорежиссёр-постановщик и сценарист торжественного открытия и закрытия, руководитель режиссёрско-постановочной группы фестиваля

##### «Славянский базар в Витебске» (2002)
XI Международный фестиваль искусств «Славянский базар в Витебске».
Режиссёр-постановщик торжественного закрытия фестиваля.

##### «Славянский базар в Витебске» (2003)
XII Международный фестиваль искусств «Славянский базар в Витебске». 
Руководитель «Президентского оркестра Республики Беларусь».

##### «Славянский базар в Витебске» (2004)
XIII Международный фестиваль искусств «Славянский базар в Витебске». 
Режиссёр-постановщик торжественного открытия фестиваля.

##### «Славянский базар в Витебске» (2005)
XIV Международный фестиваль искусств «Славянский базар в Витебске».
Режиссёр-постановщик концертных программ («День Союзного государства»).

##### «Славянский базар в Витебске» (2006)
XV Международный фестиваль искусств «Славянский базар в Витебске».
Исполнительный продюсер Белтелерадиокомпании «Первого Национального телеканала»

##### «Славянский базар в Витебске» (2007)
XVI Международный фестиваль искусств «Славянский базар в Витебске». 
Режиссёр-постановщик «Дня Союзного государства», руководитель национальной делегации Беларуси.

##### «Славянский базар в Витебске» (2008)
XVII Международный фестиваль искусств «Славянский базар в Витебске».
Режиссёр-постановщик «Дня Союзного государства», руководитель национальной делегации Беларуси.

##### «Славянский базар в Витебске» (2009)
XVIII Международный фестиваль искусств «Славянский базар в Витебске».
Второй режиссёр таких программ, как: Торжественное открытие фестиваля, концерт «Мастера искусств России» и концерт «Танцуй до утра».

##### «Славянский базар в Витебске» (2010)
XIX Международный фестиваль искусств «Славянский базар в Витебске».
Режиссёр-постановщик таких концертов, как: «Звёзды Евровидения», «День Союзного государства», Авторский вечер Раймонда Паулса.

##### «Славянский базар в Витебске» (2011)
XX Международный фестиваль искусств «Славянский базар в Витебске».
Режиссёр-постановщик концертных программ фестиваля.

##### «Славянский базар в Витебске» (2012)
XXI Международный фестиваль искусств «Славянский базар в Витебске».
Режиссёр-постановщик и автор сценариев концертных программ фестиваля.

##### «Славянский базар в Витебске» (2013)
XXII Международный фестиваль искусств «Славянский базар в Витебске».
Режиссёр-постановщик и сценарист концертных программ фестиваля («День Союзного государства»).

##### «Славянский базар в Витебске» (2014)
XXIII Международный фестиваль искусств «Славянский базар в Витебске».
Режиссёр-постановщик и сценарист концертных программ фестиваля, руководитель национальной делегации Беларуси.

##### «Славянский базар в Витебске» (2015)
XXIV Международный фестиваль искусств «Славянский базар в Витебске».
Режиссёр-постановщик концертных программ фестиваля, одна из которых: Авторский вечер Александры Пахмутовой «Нам не жить друг без друга».

##### «Славянский базар в Витебске» (2016)
XXV Международный фестиваль искусств «Славянский базар в Витебске».
Режиссёр-координатор, руководитель национальной делегации Беларуси.

##### «Славянский базар в Витебске» (2017)
XXVI Международный фестиваль искусств «Славянский базар в Витебске».
Режиссёр-координатор, руководитель национальной делегации Беларуси.

##### «Славянский базар в Витебске» (2018)
XXVII Международный фестиваль искусств «Славянский базар в Витебске».
Главный режиссёр концертных программ фестиваля, одна из которых: Авторский вечер Игоря Лученка «И пока на земле существует любовь».

##### «Славянский базар в Витебске» (2019)
XXIII Международный фестиваль искусств «Славянский базар в Витебске».
Главный режиссёр торжественного открытия и закрытия фестиваля.

##### «Славянский базар в Витебске» (2020)
XXIX Международный фестиваль искусств «Славянский базар в Витебске».
Режиссёр-постановщик концертных программ фестиваля.

##### «Славянский базар в Витебске» (2021)
XXX Международный фестиваль искусств «Славянский базар в Витебске».
Режиссёр-постановщик концертных программ фестиваля.

#### Дни культуры Республики Беларусь в Российской Федерации

##### Дни культуры Республики Беларусь (1995)
Дни культуры Республики Беларусь в Москве, главный режиссёр

##### Дни культуры Республики Беларусь (1997)
Дни культуры Республики Беларусь в Липецке, главный режиссёр
Дни культуры Республики Беларусь в Москве, главный режиссёр

##### Дни культуры Республики Беларусь (1998)
Дни культуры Республики Беларусь в Краснодаре, главный режиссёр
Дни культуры Республики Беларусь в Москве, главный режиссёр

##### Дни культуры Республики Беларусь (1999)
Дни культуры Республики Беларусь в Калининграде, главный режиссёр

#### Республиканский фестиваль-ярмарка тружеников села «Дожинки»
Основатель фестиваля «Дожинки».

##### «Дожинки» (1996)
Республиканский фестиваль-ярмарка тружеников села «Дожинки» прошедший в Столине, главный режиссёр.

##### «Дожинки» (1997)
Республиканский фестиваль-ярмарка тружеников села «Дожинки» прошедший в Мостах, главный режиссёр.

##### «Дожинки» (1998)
Республиканский фестиваль-ярмарка тружеников села «Дожинки» прошедший в Несвиже, главный режиссёр.

##### «Дожинки» (2000)
Республиканский фестиваль-ярмарка тружеников села «Дожинки» прошедший в Шклове, главный режиссёр.

##### «Дожинки» (2001)
Республиканский фестиваль-ярмарка тружеников села «Дожинки» прошедший в Мозыре, главный режиссёр.

##### «Дожинки» (2002)
Республиканский фестиваль-ярмарка тружеников села «Дожинки» прошедший в Полоцке, главный режиссёр.

#### Телевизионный фестиваль патриотической песни «Память»

##### «Память» (1996)
Телемарафон «Память» с участием бывшего Президента Российской Федерации Бориса Николаевича Ельцина и Президента Республики Беларусь Александра Григорьевича Лукашенко, главный режиссёр.

##### «Память» (1997)
Телевизионный фестиваль патриотической песни «Память», главный режиссёр.

##### «Память» (1998)
Телевизионный фестиваль патриотической песни «Память», главный режиссёр.

##### «Память» (1999)
Телевизионный фестиваль патриотической песни «Память», главный режиссёр.

##### «Память» (2000)
Телевизионный фестиваль патриотической песни «Память», главный режиссёр.

#### Церемония вручения премии «За духовное возрождение»
Церемония вручения премии «За духовное возрождение»

##### «За духовное возрождение» (1999)
Церемония вручения премии «За духовное возрождение», главный режиссёр.

##### «За духовное возрождение» (2000)
Церемония вручения премии «За духовное возрождение», главный режиссёр.

##### «За духовное возрождение» (2001)
Церемония вручения премии «За духовное возрождение», главный режиссёр.

##### «За духовное возрождение» (2019)
Церемония вручения премии «За духовное возрождение», главный режиссёр.

#### Международный музыкальный фестиваль «Золотой шлягер»

##### «Золотой шлягер» (2000)
Международный музыкальный фестиваль «Золотой шлягер», режиссёр-постановщик.

##### «Золотой шлягер» (2001)
Международный музыкальный фестиваль «Золотой шлягер», режиссёр-постановщик.

##### «Золотой шлягер» (2003)
Международный музыкальный фестиваль «Золотой шлягер», режиссёр-постановщик.

#### Международный фестиваль эстрадной музыки «Песни мира»
Международный фестиваль эстрадной музыки «Песни мира» проходил в Комрате, Молдова.

##### «Песни мира» (2005)
Международный фестиваль эстрадной музыки «Песни мира», главный режиссёр.

##### «Песни мира» (2006)
Международный фестиваль эстрадной музыки «Песни мира», главный режиссёр.

##### «Песни мира» (2007)
Международный фестиваль эстрадной музыки «Песни мира», главный режиссёр.

##### «Песни мира» (2008)
Международный фестиваль эстрадной музыки «Песни мира», главный режиссёр.

#### «Семь тайн Беларуси» (2016)
Совместный историко-культурный проект Федерации профсоюзов Беларуси и Белорусского государственного университета культуры и искусств; автор, главный режиссёр.

#### II Европейские игры 2019 года в Республике Беларусь
Исполнительный продюсер церемоний открытия и закрытия «II Европейские игры 2019» Евгений Тимащук рассказал: «Режиссёром был выбран Александр Вавилов, а после разработки концепции к подготовке подключилась международная режиссёрско-продюсерская группа. В её составе российский продюсер и композитор Игорь Крутой, российский режиссёр и оператор Алексей Сеченов и его команда».

#### II Игры стран СНГ 2023 года в Республике Беларусь
Министерство культуры Республики Беларусь приняло решение выбрать концепцию главного режиссёра церемоний открытия и закрытия II Игр стран СНГ Александра Вавилова.

Александр Вавилов, главный режиссёр II Игр стран СНГ, рассказал корреспонденту телеканала СТВ:
— Здесь будет большое концертное удовольствие, пиршество. Оно прежде всего предназначено для спортсменов, которые ещё остались на наших Играх, и для волонтёров. Это так называемый бал волонтёров. Знаете, что волонтёров называют «мастера добрых дел»? И вот эти 1 236 человек, для них это будет некий бал. Может быть, не все придут сюда, в эту арену, но для них это будет бал. Я хотел бы, чтобы расставаясь, мы оставили себе надежду на то, что будет хорошо, что будет мир, добро. И если мы будем сражаться с вами, то только на спортивной арене.

#### «Треугольник надежды» (2024)
«Треугольник Надежды» — музыкальный спектакль-притча, направленный на сохранение национальных духовных  традиций и исторической памяти белорусского народа, созданный на средства Гранта Президента Республики Беларусь 2024 года в сферах науки, образования, здравоохранения, культуры и молодёжной политики. Автор сценария и режиссёр-постановщик. Александр Вавилов рассказал в программе «Новое утро» на телеканале РТР-Беларусь о создании музыкального спектакля-притчи:
Время, когда созрела такая идея, было давно. Просто подходящего случая не было. А тут такая замечательная история в нашей стране, Глава государства выделяет гранты на создание нужного особого проекта. Таким нужным проектом сочли и «Треугольник надежды». Почему такое название? В разные тяжелые времена, а Великая Отечественная война – это было очень тяжёлое время, испытание для народа, должно что-то в человеке оставаться человеческое, которое выводит его в будущее. И ничего лучше человечество не придумало, чем вера, надежда и любовь. Эти три основы человеческого существования сохраняют род людской на земле. Я попытался об этом рассказать в лицах, из этого сложился треугольник.

#### «Мы снова с Победой вернемся домой!» (2025)
Военно-полевой концерт: «Мы снова с Победой вернёмся домой!». Государственное автономное учреждение культуры «Оренбургский государственный областной театр музыкальной комедии». Автор сценария и режиссёр-постановщик.

#### Мюзиклы

##### «Мэри Поппинс, до свидания!... Мэри Поппинс, здравствуй!...» (2015)
Мюзикл «Мэри Поппинс, до свидания!... Мэри Поппинс, здравствуй!...». Благотворительный спектакль, в котором роли исполнили известные люди региона на базе Государственного автономного учреждения культуры «Оренбургский государственный областной театр музыкальной комедии». Автор сценария и режиссёр-постановщик.

##### «Дубровский» (2016)
Александр Вавилов, режиссёр-постановщик мюзикла «Дубровский», рассказал корреспонденту газеты «Беларускі час» как возник мюзикл:
— Идеей такого необычного учебного проекта принадлежала заслуженной артистке Беларуси Ирине Дорофеевой, которая в то время заведовала кафедрой искусства эстрады в БГУКИ. Между прочим, нашу идею поддержал ректор университета культуры и искусств, профессор Юрий Бондарь. Он изначально был уверен, что у нас всё получится.
В мюзикле участвовали выпускники и студенты Белорусского государственного университета культуры и искусств.

##### «Казанова» (2016)
Мюзикл «Казанова» продюсера, композитора и заслуженного деятеля искусств Российской Федерации Кима Брейтбурга, режиссёром которого выступил Александр Вавилов. Режиссёром-постановщиком и главным балетмейстером выступил Николай Андросов — заслуженный деятель искусств Российской Федерации. Продюсером мюзикла выступил Юрий Савош. Художественным руководителем проекта выступила Ирина Дорофеева — белорусская певица, заслуженная артистка Республики Беларусь и доцент кафедры искусства эстрады БГУКИ. В мюзикле участвовали студенты Белорусского государственного университета культуры и искусств.

##### «Магия» (2022)
Мюзикл «Магия» — это спектакль о насущных вопросах нашей жизни: студенчестве, искусстве, молодости и любви. В мюзикле участвуют студенты Белорусского государственного университета культуры и искусств. Автором либретто и главным режиссёром выступил Александр Вавилов.
Премьера мюзикла состоялась 18 мая 2022 года на сцене спортивно-культурного центра Белорусского государственного университета культуры и искусств.
В Бобруйске состоялся мюзикл 23 июня 2022 года на сцене «Бобруйск-Арене».

#### Песенные ревю

##### «За жизнь!» (2014)
Песенное ревю «За жизнь!». Государственное автономное учреждение культуры «Оренбургский государственный областной театр музыкальной комедии». Режиссёр-постановщик.

##### «За жизнь!» (2020)
В 2020 году Александр Вавилов обновил песенное ревю «За жизнь!». Государственное автономное учреждение культуры «Оренбургский государственный областной театр музыкальной комедии». Режиссёр-постановщик.

### Поэт-песенник
В 1993 года вышла песня под названием «Ночка цёмная» ансамбля «Песняры» из их альбома «Каждый четвёртый». Песня празднует уже тридцатилетний юбилей. Музыка была написана Олегом Авериным — российско-белорусским певцом, поэтом и композитором, а слова — Александром Вавиловым.
1. Песняры — «Ночка цёмная»[29] (муз. О. Аверин, сл. А. Вавилов)
2. Валерий Дайнеко — «Погоди»[30] (муз. Д. Долгалёв, сл. А. Вавилов)
3. Валерий Дайнеко — «Обманите меня»[31] (муз. Д. Долгалёв, сл. А. Вавилов), также эта песня прозвучала на фестивале искусств «Славянский базар в Витебске» в исполнении Марины Жёлудевой, которая стала обладательницей Второй премии[32].
4. Верасы — «Одноклассницы»[33] (муз. В. Будник, сл. А. Вавилов)
5. Ирина Дорофеева — «Бусы»[34] (муз. Ж. Йоксимович, сл. А. Вавилов)
6. Алёна Ланская — «Васильковое небо»[35] (муз. Е. Олейник, сл. А. Вавилов)
7. Андрей Хлестов — «Будзь разам з намі!» / «Bądź razem z nami!»[36] (муз. О. Аверин, сл. А. Вавилов)
8. Чистый Голос — «Вокзал мечты»[37] (муз. К. Никольский, сл. А. Вавилов)
9. Олег Семёнов — «Нет не смотрите в душу мне»[38] (муз. И. Капланов, сл. А. Вавилов)
10. Екатерина Шумская — «Вецер, абдымі» (муз. О. Молчан, сл. А. Вавилов)
11. Соня Щербакова — «Деды-прадеды»[39] (муз. Е. Олейник, сл. А. Вавилов)

### Радиоспектакли
1. Владимир Короткевич — «Паром на бурнай рацэ»
2. Джанни Родари — «Казкі па тэлефоне»
3. Галина Щербакова — «Раман і Юлька»

## Награды
- Участнику II международного музыкального фестиваля «Славянский базар» (1993) — за огромный вклад в подготовку и проведение «Славянского базара»
- Юбилейная Медаль «20 лет Международному Фестивалю Искусств «Славянский базар в Витебске»» (12 июля 2011 года)
- Юбилейная Медаль «70 лет Победы в Великой Отечественной войне 1941—1945 гг.»[40] (22 мая 2015 года)
- Юбилейная Медаль «100 лет Вооружённым силам Республики Беларусь»[41] (13 июня 2018 года)
- Участнику XXVII международного фестиваля искусств «Славянский базар в Витебске». Специальный диплом «Постоянного Комитета Союзного государства» (13 июля 2018 года) — за творческое воплощение идей дружбы народов Беларуси и России
- Медаль «За ўклад у развiццё культуры Беларусi» (7 февраля 2019 года)
- Лауреат Специальной премии Президента Республики Беларусь деятелям культуры и искусства[42] (8 января 2020 года) — за разработку и реализацию творческой концепции масштабных церемоний открытия и закрытия II Европейских игр 2019 года
- Медаль Франциска Скорины[43][44] (26 февраля 2021 года) — старший преподаватель кафедры режиссуры учреждения образования «Белорусский государственный университет культуры и искусств»
- Премия Союзного государства в области литературы и искусства[45][46] (20 октября 2021 года) — за концертные программы Международного фестиваля искусств «Славянский базар в Витебске»